# Бретань (історична область)

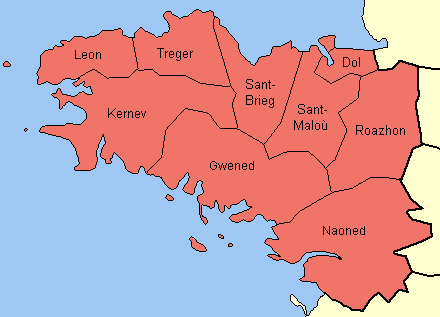
Історична провінція Бретань, назви районів подано бретонською мовою

Бретань (фр. Bretagne МФА: [bʁətaɲ] ( прослухати), брет. Breizh МФА: [bʁejs], ґалло Bertaèyn) — історичний регіон Франції, займає півострів Бретань на північному заході країни. Покровителька — свята Анна.

## Розташування
Первісно була відома як Арморика, у пізньоримську добу стала об'єктом масової міграції з Британських островів кельтського народу бритів, відмінного від галлів. На континенті складається народність бретонців, а їхня мова — бретонська — походить з бритської групи й не є нащадок галльської мови. Бретань є одна з шести кельтських країн. У минулому деякий час її також називали Малою Британією.

Традиційний прапор Бретані (Gwenn-ha-du), колишній прапор бретонських націоналістів, та тепер використовується як цивільний прапор у регіоні

Історична Бретань розділена між двома сучасними регіонами Франції. 80 % Бретані стали регіоном Бретань, а інші 20 % департаментом Атлантична Луара з центром у Нанті, одній зі столиць герцогства Бретань. Цей департамент Атлантична Луара разом із іншими кількома департаментами об'єднані в регіон Пеї-де-ла-Луар. Через такий переділ кордонів обговорюється об'єднання Бретані в історичних межах. Контраргументами є невизначеність того, яка доля чекатиме на департаменти Пеї-де-ла-Луару, що не належать історичній Бретані, та яке місто має стати столицею об'єднаної Бретані.
Бретань розташована на півострові в північно-східній Франції між Ла-Маншем на півночі й Біскайською затокою на півдні. Обіймає прощу 34 034 км². Бретань розділена на 5 департаментів, починаючи із заходу: Фіністер, Кот-д'Армо, Іль і Вілен, Атлантична Луара, Морбіан.
На січень 2006 року населення Бретані становить 4 300 500 мешканців. 72 % у Бретані, 28 % проживають у Пеї-де-ла-Луарі. За переписом 1999, найбільшими містами є Нант (711 120 осіб), Ренн (521 188 осіб) і Брест (303 484 осіб).

## Доісторична Бретань

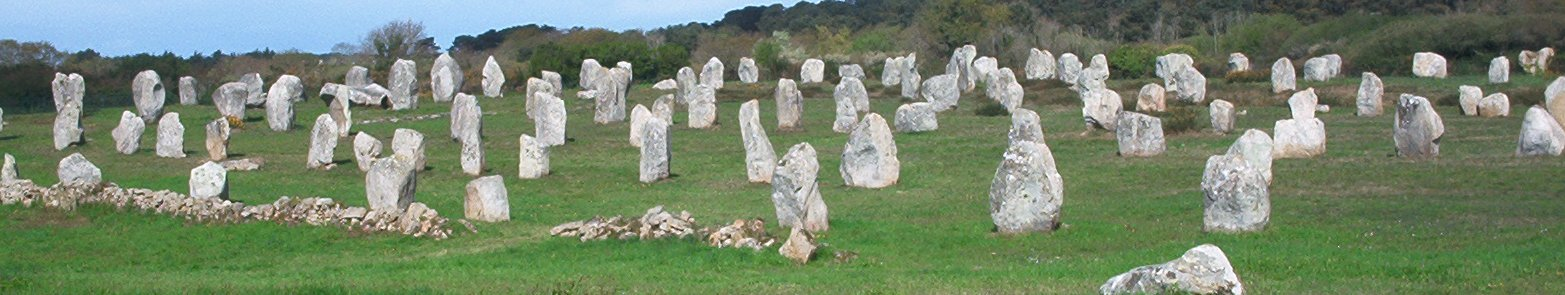
Мегалітичні споруди Бретані, т. зв. Карнакські камені. Вид на алею менгірів Менек із західної сторони.

Людина заселила Бретань у ранньому палеоліті. Перші мешканці — неандертальці — не відрізняються від населення в інших частинах Західної Європи тієї доби, і, ймовірно, були нечисленні.
- Перша сучасна людина прибула до Бретані у 35 000 до н. е. і замінила або поглинула неандертальців.
- У період до 5000 до н. е. розсіяне і нечисленне населення полює на мамутів, ведмедів, тигрів та оленів.
- В епоху мезоліту, з 5000 до 3500 до н. е. так звана тав'єкська людина заселяє південне узбережжя, живе промислом молюсків і рибальством.
- У період неоліту, 3500–1500 до н. е. із Середземномор'я прийшов інший народ, що, ймовірно, пройшов Піренейським півостровом. З новими поселенцями постала нова релігія, нові звичаї поховань. Це так звана цивілізація мегалітів, упродовж 2000 років вона покрила Бретань своїми монументами.
- Близько 3000 до н. е. збудовано курган Сен-Мішель в Карнаці. Населення, що прийшло з Кавказу (галогрупа R1b), оселилося по всій Західній Європі. Це прото-італо-кельтсько-германські народи. Поступово мова розвивалась і стала кельтською, відокремившись від германської на півночі та італійської на півдні. Галогрупи будівельників мегалітів стираються (I, I2, I2a, I2B, G). Сьогодні більшість бретонців — носії галогрупи R1b (як португальці, ірландці, англійці, бельгійці та баски). Бретонці, ірландці, валлійці, корнуольці, шотландці та англійці розвинули особливу галогрупу R1bL21.
- Близько 2000 до н. е. — будівництво кургану Кермене у Гіделі (статуя Матері-богині).

## Рання кельтська доба
У ранню кельтську добу територію Бретані заселяли п'ять основних народів:
- Коріозоліти, землі яких були в східній частині нинішнього департаменту Кот-д'Армор, на заході Іль і Вілен і північному сході департаменту Морбіан, який дав свою назву намісту Корсель;
- Намнети — проживали на теренах сучасного департаменту Атлантична Луара, на правому березі річки Луари (лівий берег займають їхні союзники, Амбілатри). Вони дали свою назву місту Нант (Naoned сучасною бретонською);
- Осисмії — займали терени сучасного департаменту Фіністер, західну частину департаментів Кот-д'Армор і Морбіан;
- Редони — жили у східній частині сучасного департаменту Іль і Вілен. Вони дали свою назву містові Ренн;

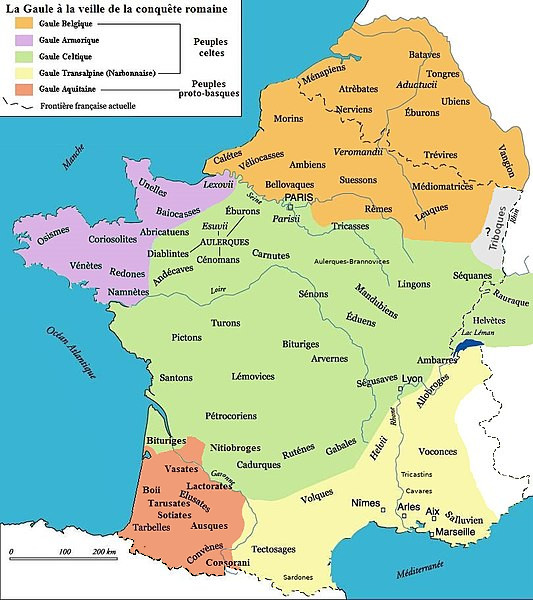
Кельтські народи Галлії напередодні завоювання їх Римом. Фіалковим виділено територію Арморики.

- Венети (омонімічна назва кількох стародавніх народів Європи, не плутати з венедами) — населяли землі сучасного Морбіану, пов'язані з народами північного узбережжя Адріатики (сучасний регіон Венето) та Гвінеду (або Гвінету), вони дали свою назву місту Ванн (Gwened бретонською).

Також можна додати амбілатрів, що проживали на півдні Атлантичної Луари і півночі департаменту Вандея, але напевне це місце невідоме, так само як і їхній спосіб життя досить невизначений.
Ці народи мали тісні економічні відносини з кельтами на Британських островах, а саме торгували оловом. Вони належали до «армориканскої конфедерації» галльських народів, що до неї за Юлієм Цезарем входили коріозоліти, редони, амбібарії, калети, осисмії, лемовіки й унеллії (Записки про Галльську війну, книга VII, 75).
Первісно сам півострів і прилеглі землі узбережжя між гирлами річок Сени й Луари називались Арморика, що імовірно означає Країна біля моря.

## Галло-римська доба

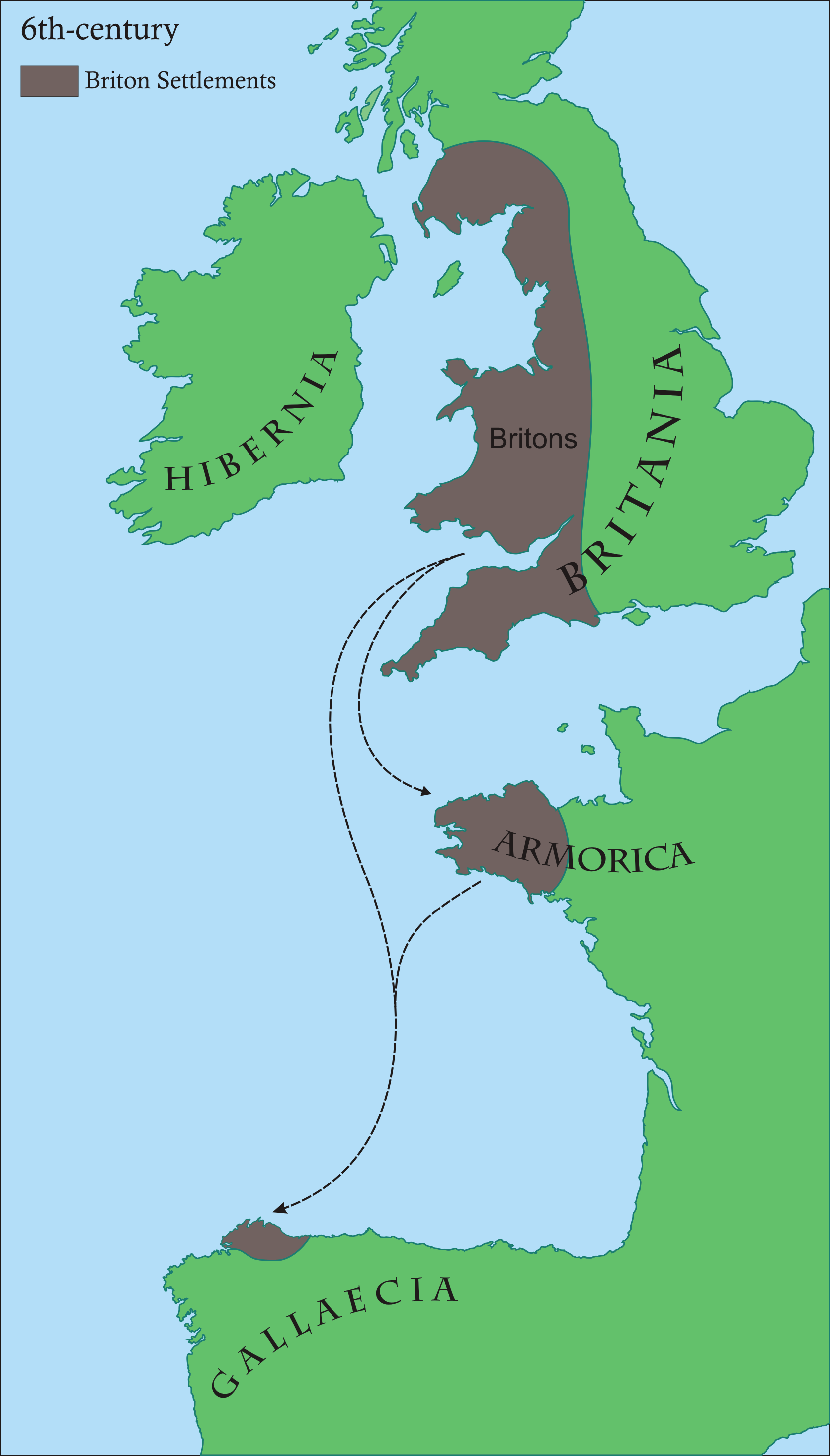
Розселення бритів у 6 ст.

Терен майбутньої Бретані, як і вся Арморика, був завойований римлянами під час Галльскої війни.
Наприкінці V століття брити з Британських островів (сучасна Велика Британія) емігрували до Арморики, вони принесли туди свої звичаї, мову, їх присутність мала захистити Римську імперію від міграції германців. Також обговорюється теорія щодо переселення бритів, як наслідок вторгнення англосаксів на Британські острови. Цю міграцію пояснюють тиском на бритів інших кельтських народів — скотів з Ірландії. Брити дали цьому регіону нову назву (Бретань або Мала Британія, аби відрізнити її від назви своєї прабатьківщини).